# Hospital do Ceppo

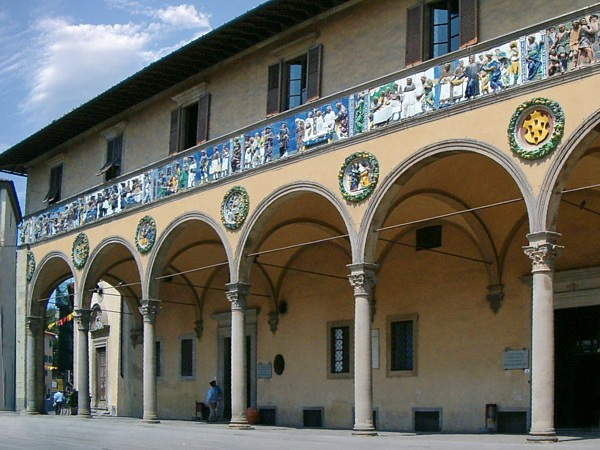
Fachada do hospital

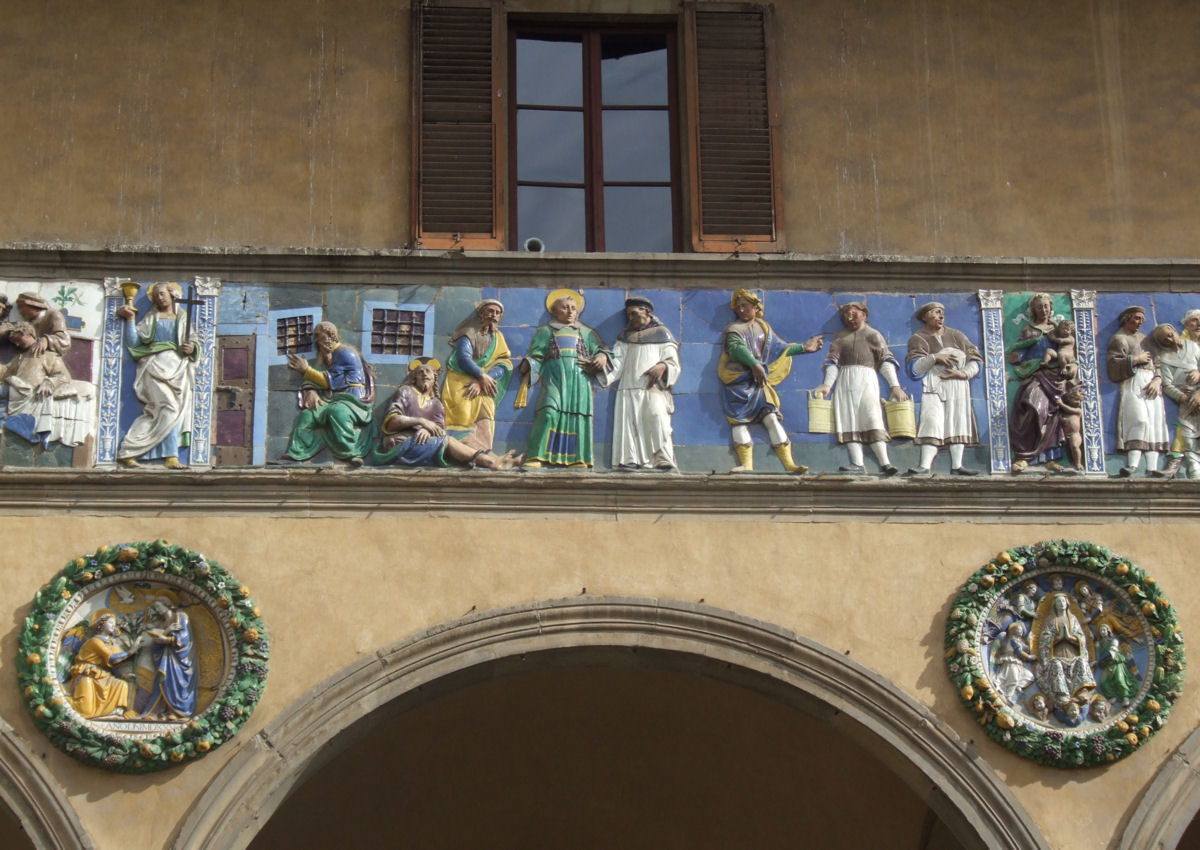
Detalhes da pintura histórica

Hospital del Ceppo (em italiano: Ospedale del Ceppo) é um hospital histórico, localizado na cidade de Pistoia, região central da Itália.
Construído no período medieval, foi fundado em 1277 e é considerado um dos hospitais mais antigos do mundo em funcionamento.  
Atualmente a fachada do prédio principal do hospital, com o seu pórtico renascentista e seus arcos construída em 1502, são uma das atrações turísticas da cidade.